# The Betty Ford Story
The Betty Ford Story es una película para televisión de 1987 dirigida por David Greene y escrita por Karen Hall. Esta película biográfica protagonizada por Gena Rowlands, se basó en el libro The Times of My Life escrito por Chris Chase y Betty Ford.
La película se emitió originalmente por la cadena ABC y Rowlands fue ganadora en los Premios Emmy y Globos de Oro por su interpretación.

## Sinopsis
La primera dama estadounidense Betty Ford, esposa del presidente Gerald Ford, decide luchar contra el gran imperio de las drogas, desde su punto de vista como farmacodependiente (alcoholismo y su adicción a opioides analgésicos) derivado por problemas con un nervio lastimado en los años 60. La película narra acerca de su tratamiento y de su recuperación donde estableció el Betty Ford Center en Rancho Mirage, California, para el tratamiento de la dependencia química en 1982.

## Reparto
- Gena Rowlands como Betty Ford
- Josef Sommer como el Presidente Gerald Ford
- Nan Woods como Susan Ford
- Bradley Whitford como Jack Ford
- Concetta Tomei como Jan
- John Hostetter" como el director de noticias